# Дьордь Орт
Дьордь Орт (угор. Orth György, нар. 30 квітня 1901, Будапешт — пом. 11 січня 1962, Порту), справжнє ім'я Дьордь Фалуді (угор. Faludi György) — угорський футболіст, що грав на позиції нападника. По завершенні ігрової кар'єри — футбольний тренер. За версією IFFHS займає 8 місце у списку найкращих футболістів Угорщини ХХ століття.

## Клубна кар'єра
Розпочинав кар'єру в команді «Вашаш», потім недовго виступав в італійському клубі «Піза».
В 1917 році став гравцем команди МТК (Будапешт). Орт мав високу статуру (понад 180 см), в той же час грав дуже елегантно і технічно, був творцем і лідером на полі. А ще відзначався універсальністю. В першому ж сезоні виступаючи на позиції нападника в 17 років став чемпіоном країни і був визнаний найкращим футболістом року. А уже в наступному сезоні Орт грав лівого захисника в парі Дьюлою Фельдманном. То була золота ера клубу, що 10 сезонів поспіль не мав собі рівних у чемпіонаті і вважався одним з найсильніших у Європі. Орт був безпосереднім учасником 8 із 10 (крім двох перших) перемог цієї серії. В клубі Орту випало у різний час грати з цілим сузір'ям знаменитих футболістів: Імре Шлоссер, Дьюла Манді, Вільмош Кертес, Кальман Конрад, Дьордь Мольнар, Йожеф Браун, Альфред Шаффер, Анталь Ваго, Дьюла Фельдманн, Золтан Опата, Бела Гуттманн та багатьма іншими. Коли на початку 20-х років команду залишив Альфред Шаффер, Орт остаточно перейшов у лінію атаки, де міг зіграти на будь-якій позиції, хоча й після цього нерідко при потребі опускався в півзахист, особливо часто це робив у збірній. Три сезони поспіль з 1920 по 1922 рік Дьордь ставав найкращим бомбардиром чемпіонату, а команда впевнено здобувала титул за титулом. 
Велика невдача спіткала футболіста в 1925 році. 8 вересня МТК проводив товариський матч з австрійським клубом «Аматере». У цій грі Орт дістав важку травму коліна, через яку пропустив більше року. На той момент гравцю було лише 24 роки. Без свого лідера МТК в сезоні 1925/26 вперше з 1914 року не зумів стати чемпіоном країни. Оговтавшись після травми, Дьордь більше не міг грати на колишньому рівні.
В наступному сезоні 1926/27 Орт повернувся на поле, але не показував своєї найкращої гри. Зіграв у чемпіонаті 11 матчів і забив 2 голи. Влітку забив два м'ячі у ворота югославського БСК в матчі Кубка Мітропи. Через рік на його рахунку значилось лише 6 матчів у чемпіонаті і 1 гол. Дьордь спробував себе у ролі судді, потім намагався відновити ігрову кар'єру в клубі «Будаї 11», але лише лічені рази з'являвся на полі. Перейшовши на тренерський місток, Орт іноді виходив на поле, але без особливого успіху.

## Виступи за збірну
1917 року дебютував в офіційних матчах у складі національної збірної Угорщини в матчі проти збірної Австрії (2:1). На той час йому ще не було 17 років. З 1919 по 1924 рік Орт регулярно грав за збірну, немало забивав. Був учасником  футбольного турніру на Олімпійських іграх 1924 року у Парижі, де збірна Угорщини в першому раунді перемогла збірну Польщі (5:0), а у другому несподівано поступилась скромній збірній Єгипту (0:3).
Після травми тренери збірної продовжували час від часу викликати Орта в команду. В 1927 році Дьордь долучився до розгрому збірної Франції з рахунком 13:1, забивши два голи. 
Протягом кар'єри у національній команді, яка тривала 11 років, Дьордь Орт провів у формі головної команди країни 32 матчі, забивши 13 голів.

## Кар'єра тренера

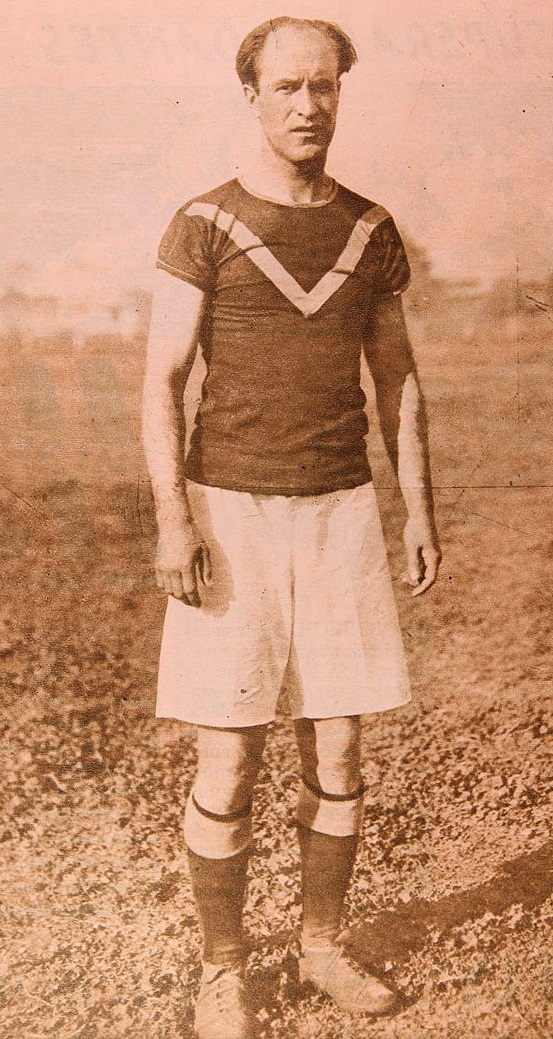
Дьордь Орт у 1930 році

Розпочав тренерську кар'єру в збірній Чилі якою керував на чемпіонаті світу 1930. 
Надалі очолював команди клубів «Коло-Коло», «Бочкаї», «Мессіна», «Аквіла Руссі», «Піза», «Дженова 1893», «Олімпік» (Париж), «Нюрнберг», «Мец», «Катанія», «Савона», «Сан-Лоренсо», «Росаріо Сентраль», «Гвадалахара», «Спортинг», а також збірних Чилі, Мексики, Колумбії і Перу.
Останнім місцем тренерської роботи був клуб «Порту», команду якого Дьордь Орт очолював як головний тренер до 1962 року.
Помер 11 січня 1962 року на 61-му році життя у місті Порту від серцевого нападу.

## Титули і досягнення
Гравець
- Чемпіон Угорщини: 1917–18, 1918–19, 1919–20, 1920–21, 1921–22, 1922–23, 1923–24, 1924–25
- Володар Кубка Угорщини: 1923
- Найкращий бомбардир чемпіонату Угорщини: 1919–20 (28 голів), 1920–21 (21 гол), 1921–22 (26 голів)
- Найкращий футболіст Угорщини 1918

Тренер
- Переможець Чемпіонату НАФК: 1947

| Дата       | Місто     | Господарі  | Результат | Гості          | Турнір               | Голи | Примітки |
| ---------- | --------- | ---------- | --------- | -------------- | -------------------- | ---- | -------- |
| 04/11/1917 | Відень    | Австрія    | 1 – 2     | Угорщина       | товариський матч     | -    |          |
| 02/06/1918 | Відень    | Австрія    | 0 – 2     | Угорщина       | товариський матч     | -    |          |
| 06/04/1919 | Будапешт  | Угорщина   | 2 – 1     | Австрія        | товариський матч     | 1    |          |
| 05/10/1919 | Відень    | Австрія    | 2 – 0     | Угорщина       | товариський матч     | -    |          |
| 09/11/1919 | Будапешт  | Угорщина   | 3 – 2     | Австрія        | товариський матч     | 1    |          |
| 24/10/1920 | Берлін    | Німеччина  | 1 – 0     | Угорщина       | товариський матч     | -    |          |
| 24/04/1921 | Відень    | Австрія    | 4 – 1     | Угорщина       | товариський матч     | 1    |          |
| 05/06/1921 | Будапешт  | Угорщина   | 3 – 0     | Німеччина      | товариський матч     | -    | 28'      |
| 06/11/1921 | Будапешт  | Угорщина   | 4 – 2     | Швеція         | товариський матч     | 3    |          |
| 30/04/1922 | Будапешт  | Угорщина   | 1 – 1     | Австрія        | товариський матч     | -    |          |
| 15/06/1922 | Будапешт  | Угорщина   | 1 – 1     | Швейцарія      | товариський матч     | -    | 68'      |
| 26/11/1922 | Будапешт  | Угорщина   | 1 – 2     | Австрія        | товариський матч     | -    |          |
| 04/03/1923 | Генуя     | Італія     | 0 – 0     | Угорщина       | товариський матч     | -    |          |
| 11/03/1923 | Лозанна   | Швейцарія  | 1 – 6     | Угорщина       | товариський матч     | 2    |          |
| 28/10/1923 | Будапешт  | Угорщина   | 2 – 1     | Швеція         | товариський матч     | -    |          |
| 04/05/1924 | Будапешт  | Угорщина   | 2 – 2     | Австрія        | товариський матч     | -    |          |
| 18/05/1924 | Цюрих     | Швейцарія  | 4 – 2     | Угорщина       | товариський матч     | -    |          |
| 26/05/1924 | Париж     | Угорщина   | 5 – 0     | Польща         | ОІ 1924 - Квал.      | -    |          |
| 29/05/1924 | Сент-Уан  | Єгипет     | 3 – 0     | Угорщина       | ОІ 1924 - 1/8 фіналу | -    |          |
| 31/08/1924 | Будапешт  | Угорщина   | 4 – 0     | Польща         | товариський матч     | 1    |          |
| 14/09/1924 | Відень    | Австрія    | 2 – 1     | Угорщина       | товариський матч     | 1    |          |
| 21/09/1924 | Будапешт  | Угорщина   | 4 – 1     | Німеччина      | товариський матч     | -    |          |
| 18/01/1925 | Мілан     | Італія     | 1 – 2     | Угорщина       | товариський матч     | -    |          |
| 25/03/1925 | Будапешт  | Угорщина   | 5 – 0     | Швейцарія      | товариський матч     | -    |          |
| 05/05/1925 | Відень    | Австрія    | 3 – 1     | Угорщина       | товариський матч     | -    |          |
| 21/05/1925 | Будапешт  | Угорщина   | 1 – 3     | Бельгія        | товариський матч     | -    | 46'      |
| 12/07/1925 | Стокгольм | Швеція     | 6 – 2     | Угорщина       | товариський матч     | -    |          |
| 19/07/1925 | Краків    | Польща     | 0 – 2     | Угорщина       | товариський матч     | -    |          |
| 26/12/1926 | Порту     | Португалія | 3 – 3     | Угорщина       | товариський матч     | -    |          |
| 10/04/1927 | Будапешт  | Угорщина   | 3 – 0     | Югославія      | товариський матч     | 1    |          |
| 12/06/1927 | Будапешт  | Угорщина   | 13 – 1    | Франція        | товариський матч     | 2    |          |
| 09/10/1927 | Будапешт  | Угорщина   | 1 – 2     | Чехословаччина | товариський матч     | -    |          |
| Усього     |           | Матчів     | 32        |                | Голів                | 13   |          |